# USS Bismarck Sea (CVE-95)
USS Bismarck Sea (CVE-95) – amerykański lotniskowiec eskortowy typu Casablanca, który w końcowym okresie II wojny światowej wchodził w skład floty Marynarki Wojennej Stanów Zjednoczonych.
Został zbudowany (jako „Alikula Bay”) w ramach kontraktu Maritime Commission przez stocznię Kaiser. Wodowane okrętu nastąpiło 17 kwietnia 1944 roku (matką chrzestną została M. C. Wallgren, żona senatora Monrada Wallgrena). 16 maja 1944 roku zmieniono nazwę lotniskowca na „Bismarck Sea” i 20 maja 1944 roku przekazano go Marynarce Wojennej Stanów Zjednoczonych. Dowódcą został kapitan J. L. Pratt.

## Służba
Pomiędzy lipcem i sierpniem 1944 roku, „Bismarck Sea” eskortował konwoje pomiędzy kalifornijskim San Diego a Wyspami Marshalla. Po naprawach i dodatkowym treningu załogi w San Diego, został przebazowany do Ulithi, gdzie dołączył do okrętów VII Floty. Pomiędzy 14 a 23 listopada 1944 roku lotniskowiec wspierał operacje wojskowe w pobliżu wyspy Leyte, a następnie brał udział w lądowaniu wojsk w Zatoce Lingayen (9-18 stycznia 1945 roku). Od 16 lutego 1945 roku wspierał inwazję na wyspę Iwo Jima.

## Zatonięcie
21 lutego 1945 roku, pomimo silnego ostrzału przeciwlotniczego, dwóm japońskim pilotom-kamikaze udało się przeprowadzić ataki na „Bismarck Sea”. Pierwszy samolot (atakujący od sterburty) uderzył pod rufowym stanowiskiem dział kalibru 40 mm, przebił się przez pokład hangaru i wpadł do pomieszczeń magazynowych okrętu. Powstały pożar udało się wprawdzie opanować, ale eksplozja drugiego samolotu (uderzył w szyb windy rufowej) zniszczyła system  przeciwpożarowy okrętu i uniemożliwiła dalszą akcję gaśniczą. Pomimo zarządzonej chwilę później ewakuacji, okręt zatonął wraz z 318 osobami na pokładzie. W ciągu następnych 12 godzin przeprowadzono akcję ratowniczą (w której wzięło udział łącznie sześć niszczycieli), w wyniku której z wody podjęto 605 członków załogi lotniskowca. Rozbitkowie zostali przeniesieni następnie na pokłady transportowców wojskowych „Dickens” i „Highlands”.
Jeden z okrętów ratowniczych, niszczyciel eskortowy „Edmonds”, uratował 378 członków załogi „Bismarck Sea” (w tym jego dowódcę) prowadząc akcję w zupełnej ciemności, przy dużym falowaniu i powtarzających się atakach z powietrza. Trzydziestu członków załogi „Edmondsa” wskoczyło do wody umożliwiając szybsze i bezpieczniejsze podjęcie rannych i wyczerpanych rozbitków.
USS „Bismarck Sea” otrzymał trzy odznaczenia battle star za służbę podczas II wojny światowej.